# Night of the Stormrider
Night of the Stormrider är det amerikanska heavy metal/power metal-bandet Iced Earths andra studioalbum. Albumet är ett konceptalbum. Det släpptes 1991 av skivbolaget Century Media och handlar om en man som förråds av sin religion, och därför vänder den ryggen. Ondskan använder därför denna man för att bringa död på jorden.
Rytmgitarristen, och grundaren av bandet, tillika bandets främsta låtskrivare, Jon Schaffer sjunger på låten "Stormrider".

## Låtlista
| Nr | Titel             | Kompositör                  | Längd |
| -- | ----------------- | --------------------------- | ----- |
| 1. | Angels Holocaust  | Jon Schaffer                | 4:52  |
| 2. | Stormrider        | Schaffer/Randall Shawver    | 4:48  |
| 3. | The Path I Choose | Schaffer/Shawver            | 5:53  |
| 4. | Before the Vision | Schaffer/Shawver/Dave Abell | 1:35  |
| 5. | Mystical End      | Schaffer                    | 4:44  |
| 6. | Desert Rain       | Schaffer/Abell              | 6:57  |
| 7. | Pure Evil         | Schaffer/Shawver            | 6:33  |
| 8. | Reaching the End  | Schaffer                    | 1:11  |
| 9. | Travel in Stygian | Schaffer                    | 9:32  |

## Medverkande
Musiker (Iced Earth-medlemmar)
- John Greely – sång
- Jon Schaffer – sång (spår 2), rytmgitarr, bakgrundssång
- Randall Schawver – sologitarr
- Dave Abell – basgitarr
- Richey Secchiari – trummor

Bidragande musiker
- Kent Smith – keyboard (intro, outro)
- Roger "The Hammer" Huff – keyboard

Produktion
- Tom Morris – producent, ljudtekniker, ljudmix
- Jon Schaffer – producent
- Dirk Rudolph – omslagsdesign
- Rick Borstelman – omslagskonst (första utgåvan)
- Axel Hermann – omslagskonst
- Travis Smith – omslagskonst
- Frank Albrecht – foto